# Harold Connolly
Harold Vincent "Hal" Connolly, född 1 augusti 1931 i Somerville, Massachusetts, död 18 augusti 2010 i Catonsville i Maryland, var en amerikansk friidrottare.
Connolly blev olympisk mästare i släggkastning vid olympiska sommarspelen 1956 i Melbourne. 
Han deltog i fyra olympiska spel från 1956 till 1968 men guldmedaljen från 1956 blev hans enda. Han blev också amerikansk mästare 12 gånger och sättade sju världsrekord under sin karriär han var också gift med Olga Fikotová i 20 år.